# Valverde de Llerena
Valverde de Llerena – gmina w Hiszpanii, w prowincji Badajoz, w Estramadurze, o powierzchni 41,22 km². W 2011 roku gmina liczyła 676 mieszkańców.